# Todd Jensen
Todd Jensen es un bajista estadounidense que ha trabajado con varios grupos y artistas como Sequel, Hardline, Harlow, David Lee Roth, Ozzy Osbourne, Steve Perry, Alice Cooper, y Paul Rodgers.
Todd Jensen tocó con Ozzy Osbourne por un periodo de tiempo muy breve y fue reemplazado por Geezer Butler. Oficialmente, Geezer Butler es acreditado por tocar el bajo en el álbum Ozzmosis, sin embargo existen reclamos por parte de algunos músicos que aseguran haber estado en las grabaciones del disco, incluyendo a Jensen.
Todd salió de gira con Van Halen en 2012 como el mánager personal de David Lee Roth.

## Discografía

### Sequel
- Sequel (1982)
- Daylight Fright (1983)
- Back (2006)

### Harlow
- Harlow (1990)

### Hardline
- Double Eclipse (1992)

### Paul Rodgers
- The Hendrix Set (1993)

### Alice Cooper
- A Fistful of Alice (1997)